# シーズ・シー
シーズ・シー（Cees See、1934年1月5日 - 1985年12月9日）は、オランダのジャズ・ドラマー。
シーは、1950年代にフレディ・ローガンやジャック・セルスと、1960年代初頭にはロルフ・キューン、ピム・ヤコブス、ヘルマン・スーンダーヴァルトと共演した。また、ハーブ・ゲラーやジェリー・バン・ルーイエンらがメンバーを務めるゼンダー・フライズ・ベルリンのために結成されたアンサンブルでも演奏した。1960年代後半には、テディ・ウィルソン、クラウス・ドルディンガー、フォルカー・クリーゲル、ダスコ・ゴイコヴィッチ、ネイサン・デイヴィス、ヤン・ハマーらと共演。1970年から1972年にかけてマンフレート・ショーフ、ペーター・トランクとともにニュー・ジャズ・トリオのメンバーを務め、1970年代初頭にはクリーゲル、ゴイコヴィッチ、ウォルフガング・ダウナー、クリス・ヒンツェとも活動を続けた。
1986年、ロッテルダムにある通りが、彼にちなんで「シーズ・シー通り」と名付けられた。